# Handball-DDR-Oberliga (Männer) 1976/77
Die Handball-DDR-Oberliga der Männer 1976/77 war die höchste Spielklasse im Hallenhandball der DDR und ermittelte den DDR-Meister der laufenden Saison. 

## Saisonverlauf
Die Saison 1976/77 der Oberliga begann 12. Juni 1976 und wurde am 2. April 1977 beendet. Nach einer Doppelrunde mit 18 Spieltagen wurde die Oberliga zweigeteilt. Die ersten fünf Mannschaften spielten in einer weiteren Doppelrunde untereinander um die Meisterschaft, ebenso die unteren fünf Mannschaften gegen den Abstieg. Dadurch ergab sich für die Mannschaften auf Platz sechs und sieben eine höhere Punktzahl als für die davor Platzierten. Neuer Meister wurde der SC Magdeburg mit neun Punkten Vorsprung vor den Zweitplatzierten ASK Vorwärts Frankfurt. Titelverteidiger SC Leipzig lag nach Abschluss der Hauptrunde nur auf Platz sieben und musste die Saison in der Abstiegsrunde fortsetzen, wo er am Saisonende auf dem sechsten Platz landete. Zur Saison 1976/77 war die Relegation um den Abstieg abgeschafft worden, sodass die beiden Tabellenletzten BSG Motor Eisenach und BSG Chemie Premnitz unmittelbar absteigen mussten. Die BSG Wismut Aue erreichte mit Platz drei das beste Ergebnis einer Betriebssportgemeinschaft in der DDR-Handballgeschichte seit Einführung der eingleisigen Oberliga 1964.

## Abschlusstabelle
| Pl.                 | Mannschaft                | Sp | S  | U | N  | Tore    | Punkte |
| Meisterschaftsrunde |                           |    |    |   |    |         |        |
| 1.                  | SC Magdeburg              | 26 | 22 | 2 | 2  | 647:527 | 46:06  |
| 2.                  | ASK Vorwärts Frankfurt    | 26 | 18 | 1 | 7  | 558:501 | 37:15  |
| 3.                  | BSG Wismut Aue            | 26 | 12 | 1 | 13 | 518:528 | 25:27  |
| 4.                  | BSG Post Schwerin         | 26 | 9  | 6 | 11 | 466:461 | 24:28  |
| 5.                  | SC Empor Rostock          | 26 | 11 | 1 | 14 | 538:512 | 23:29  |
| Abstiegsrunde       |                           |    |    |   |    |         |        |
| 6.                  | SC Leipzig (M)            | 26 | 12 | 4 | 10 | 495:483 | 28:24  |
| 7.                  | SC Dynamo Berlin          | 26 | 11 | 5 | 10 | 460:470 | 27:25  |
| 8.                  | BSG ZAB Dessau            | 26 | 10 | 2 | 14 | 489:514 | 22:30  |
| 9.                  | BSG Motor Eisenach (A)    | 26 | 7  | 4 | 15 | 519:580 | 15:37  |
| 10.                 | BSG Chemie Premnitz (N,A) | 26 | 5  | 1 | 21 | 459:573 | 10:42  |

Erläuterungen:
1. ↑  A=Absteiger, M=Vorjahresmeister, N=Neuling

## Meistermannschaft
| SC Magdeburg |
| Tor: Lothar Noack (31), Wieland Schmidt (23 Jahre) Feldspieler: Rainer Baumgart (21), Günter Dreibrodt (25), Ernst Gerlach (30), Manfred Hoppe (28), Harry Jahns (25), Rainer Jahns (21), Bernd Konrad (20), Hartmut Krüger (23), Wolfgang Lakenmacher (33), Manfred Pfeifer (25), Reinhard Schütte (24), Ulrich Siefert (23), Gerhard Uecker (23), Ingolf Wiegert (19) Trainer: Klaus Miesner |

## Statistik
In der Saison 1976/77 wurden in der Oberliga 130 Spiele ausgetragen und 5.149 Tore erzielt. Die meisten Tore erzielte der neue Meister SC Magdeburg, der auf 647 Treffer kam. Die Magdeburger stellten mit Günter Dreibrodt den Torschützenkönig, der 204-mal traf. Den höchsten Punktspielsieg erzielte Post Schwerin beim 31:15-Heimsieg über Chemie Premnitz, während bei der Begegnung Wismut Aue – ASK Vorwärts Frankfurt mit 24:31 die meisten Tore fielen.